# Pierre Maresca
Pour les articles homonymes, voir Maresca (homonymie).
Pierre Maresca (né le 30 juillet 1941 à Alger (Algérie) et mort le 22 août 2020) est un homme politique local de Nouvelle-Calédonie.

## Formation, arrivée en Nouvelle-Calédonie et carrière professionnelle
Français d'Algérie ou Pied-Noir d'origine, il arrive en Nouvelle-Calédonie en janvier 1963, quelques mois après l'indépendance de l'Algérie. Il sert alors pendant 10 ans comme fonctionnaire de police, avant de devenir journaliste. Il s'intéresse alors tout particulièrement à l'histoire du Territoire et écrit ainsi Les Nuits du Bagne calédonien en 1975 tout en participant à la rédaction du Mémorial Calédonien, gigantesque ouvrage en plusieurs tomes traitant de l'histoire de la Nouvelle-Calédonie de 1853 au début des années 1980. 
En parallèle de sa carrière journalistique, il se lance rapidement en politique dans le camp anti-indépendantiste.

## Poids lourd du RPCR

### Une ascension rapide
En 1975, il fonde, avec Pierre Frogier, la section néo-calédonienne de Génération sociale et libérale (GSL), un mouvement de jeunesse soutenant l'action du président de la République Valéry Giscard d'Estaing. Il adhère à l'Union pour la démocratie française (UDF) à sa création en 1978 et en son sein au Parti républicain, l'aile libérale de ce parti centriste. Il va rester un fidèle giscardien pendant toute sa carrière politique.
Dès 1977 il adhère au Rassemblement pour la Calédonie (RPC) qui devient l'année suivante le Rassemblement pour la Calédonie dans la République (RPCR), grand parti d'union du camp anti-indépendantiste créé alors par Jacques Lafleur. Il y est l'une des rares personnalités à rester par ailleurs membre de l'UDF, aux côtés notamment de Jean Lèques, quand la grande majorité des figures du parti sont des militants du Rassemblement pour la République (RPR) chiraquien sur le plan national.
Son ascension est rapide et il devient bientôt une personnalité de premier plan du RPCR. Il est élu conseiller municipal de Nouméa cette même année 1977 sur la liste menée par le maire sortant Roger Laroque. En 1979, après l'adoption d'un nouveau statut accordant plus de pouvoirs au Conseil de gouvernement qui est désormais élu à partir de la liste qui obtient le plus de voix des élus de l'Assemblée territoriale (auparavant le Conseil de gouvernement était constitué par les membres de plusieurs listes à la proportionnelle), il est donc élu membre de l'exécutif sur la liste d'Entente nationale de Dick Ukeiwé. Il y est chargé de la Santé, des Travaux publics, des Transports, de l'Urbanisme et de l'Habitat, ainsi que des Relations avec l'Office des postes et télécommunications (OPT) et Air Calédonie (Aircal). Toutefois, en juin 1982 le Conseil de gouvernement chute à la suite d'une motion de censure votée par les indépendantistes et par des autonomistes autrefois alliés au RPCR. Les indépendantistes forment alors un nouvel exécutif dirigé par Jean-Marie Tjibaou jusqu'en 1984. 
En septembre 1984, un nouveau statut est adopté, dit Statut Lemoine. Le pouvoir de l'exécutif calédonien est encore une fois renforcé : désormais, l'Assemblée territoriale élit un président du Gouvernement du Territoire qui forme son conseil des ministres local. Les élections de novembre 1984 étant boycottées par les indépendantistes du FLNKS (marquant ainsi le point de départ des Evènements), le RPCR obtient une très large majorité à l'Assemblée territoriale et Dick Ukeiwé est élu Président du Gouvernement du Territoire. Il nomme alors Pierre Maresca ministre de la Santé et des Affaires sociales. 
Face à l'envenimement de la situation entre pro et anti-indépendantistes, un nouveau statut pour le Territoire est adopté en 1985 : le statut Fabius-Pisani qui instaure, entre autres, quatre Régions, un Congrès du Territoire qui remplace l'Assemblée Territoriale et un exécutif constitué des quatre présidents de Régions et dirigé par le Président du Congrès. À la suite des élections du 29 septembre 1985, Pierre Maresca est élu Conseiller de la Région Sud et membre du Congrès. Il est réélu le 24 avril 1988. Il est présent en 59e position (quasiment inéligible) sur la liste d'union UDF-RPR du maire de Toulouse Dominique Baudis pour les élections européennes de 1994 : elle obtient 28 sièges, et Maresca n'est pas élu.

### Au Congrès
Après l'adoption des Accords de Matignon-Oudinot, dont il est l'un des principaux négociateurs du côté non-indépendantiste et l'un des signataires de l'accord d'Oudinot en août 1988, il est élu conseiller de la Province Sud et membre du Congrès en 1989, et cela sans discontinuer jusqu'à 2009, à l'exception de 1999 à 2004 où il est de nouveau membre de l'exécutif local. Il est même président de la Commission permanente du Congrès du 4 mai 1988 au 3 juin 1998 et du 6 août 2008 au 10 mai 2009.

### À Nouméa
Conseiller municipal de Nouméa de 1977 à 1995 et de 2001 à 2008, il est adjoint du maire de Nouméa Jean Lèques une première fois de 1989 à 1995 et, de 2001 à 2008, 4e adjoint au maire de Nouméa chargé de la Solidarité et du Contrat d'agglomération. Il n'est pas présent sur la liste de son parti ni en 1995 ni en 2008. Il a tenté en 1995 de prendre la mairie de Dumbéa à Bernard Marant, mais doit faire face à la liste dissidente du chef de la section RPCR de cette commune, Bernard Fayard, et n'arrive qu'en troisième position au premier tour.

### Après les Accords de Nouméa

#### Membre du Gouvernement collégial (1999-2004)
Bien que n'étant pas signataire de l'Accord de Nouméa, il continue son ascension politique et, réélu en 1999 à l'Assemblée de la Province Sud et au Congrès, il fait partie de la liste RPCR-FCCI pour la constitution du Gouvernement de la Nouvelle-Calédonie. C'est ainsi qu'il sera membre de tous les gouvernements de la première mandature : du Gouvernement Lèques du 28 mai 1999 au 19 mars 2001 (chargé des Transports et Communications et des Questions relatives à la Communication audiovisuelle), puis du Premier gouvernement Frogier du 3 avril 2001 au 13 novembre 2002 (il ajoute alors à ses fonctions précédentes les Relations avec le Congrès qu'il échange lors du remaniement du 9 août 2002 avec le Dialogue Social) et enfin dans le deuxième gouvernement Frogier du 28 novembre 2002 au 9 mai 2004 (toujours chargé du Dialogue Social et des Communications à quoi s'ajoutent les Transports aériens seulement ainsi que la Fonction publique).

#### Élu de l'opposition
Réélu lors des élections du 9 mai 2004 à l'Assemblée de la Province Sud et au Congrès, il siège toutefois dans l'opposition désormais à la suite de l'élection à la présidence des trois institutions principales du Territoire d'élus de l'Avenir ensemble : à la Province Sud (Philippe Gomès), au Congrès (Harold Martin) et au Gouvernement (Marie-Noëlle Thémereau). Candidat du Rassemblement-UMP (nouveau nom pris par le RPCR) à la présidence de la Province Sud, le parti de Jacques Lafleur n'y dispose pourtant plus que de 16 élus sur 40 contre 19 à l'Avenir ensemble et 5 au Front national. Aucun parti ne disposant de la majorité absolue, et le FN n'apportant alors ses voix à aucun candidat, c'est celui de l'Avenir ensemble Philippe Gomès qui est élu au 3e tour de scrutin à la majorité relative. Au Congrès, Pierre Maresca est élu un temps coprésident du groupe commun Rassemblement-UMP - FCCI puis, lorsque ce petit parti indépendantiste traditionnellement allié au RPCR décide de faire groupe à part dès la fin de l'année 2004, Maresca reste le seul président jusqu'en 2007 du groupe Rassemblement-UMP au Congrès.

#### Leno2 du «nouveau» Rassemblement-UMP
À la suite de cet échec, Jacques Lafleur annonce alors la mise en place d'une procédure visant à établir sa succession au sein du parti. Pierre Maresca est alors désigné pour organiser cette transition qui doit amener, selon toute attente, à la désignation de Pierre Frogier, seul dauphin de Lafleur depuis l'entrée en dissidence en 2001 d'Harold Martin, désormais président de l'Avenir ensemble. Pourtant, Jacques Lafleur estime que Frogier va trop vite et n'est pas assez ferme dans son opposition à la nouvelle majorité et décide donc au dernier moment de se représenter à sa propre succession à la tête du mouvement, créant la surprise générale au sein des militants. Toutefois, la plupart des poids lourds du Rassemblement se rallient alors à Pierre Frogier, dont Maresca, et c'est ainsi que le dauphin bat son ancien mentor lors du congrès de Rivière Salée en 2005. Pierre Maresca devient à cette occasion secrétaire général et donc no 2 du mouvement.

#### Candidat aux législatives de 2007
Donné largement favori pour être le candidat du Rassemblement-UMP dans la 1re circonscription, à savoir Nouméa, l'Île des Pins et les Îles Loyauté, le député sortant Jacques Lafleur n'étant plus membre du parti, Maresca décide alors de se présenter aux primaires du parti qui doivent se tenir à Rivière Salée à Nouméa le 14 octobre 2006. Incarnant la « vieille garde » du RPCR, face à un Gaël Yanno qui dit incarner le changement mais apparaît à beaucoup comme inexpérimenté du fait de son jeune âge (45 ans), une Marianne Devaux qui fait figure de « Mme Sociale » du Rassemblement-UMP mais qui a perdu la « bataille » de l'extension de l'Hôpital face à l'Avenir ensemble et un Guyèdre Wamedjo quasi sûr de n'être pas élu, il part donc gagnant. Toutefois, le jour du Congrès il est battu d'une courte avance par Gaël Yanno qui obtient 1 573 voix sur 3 154 exprimés contre 1 371 à Pierre Maresca, 116 à Guyèdre Wamedjo et 98 à Marianne Devaux. 
Critiquant la manière dont s'est déroulé le scrutin, pointant du doigt les quelque 1 000 votes par procuration, Pierre Maresca s'est alors déclaré victime d'une machination visant à écarter un homme jugé trop proche de « l'Ancien Régime » et ne collant pas à la nouvelle image du Rassemblement-UMP voulue par son président Pierre Frogier, pourtant lui aussi ancien ténor de l'ère Lafleur. Pour protester, Pierre Maresca a alors démissionné le 16 octobre de son poste de secrétaire général du parti, tout en restant membre et se refusant à adhérer au Rassemblement pour la Calédonie (RPC) recréé depuis quelques mois par Jacques Lafleur pour contrer à la fois l'Avenir ensemble et la nouvelle équipe dirigeante du Rassemblement-UMP. De plus, Pierre Maresca reste président du groupe du Rassemblement au Congrès. Le 5 décembre suivant, il annonce se présenter malgré tout aux élections législatives.
Il y eût finalement six candidats pour le camp anti-indépendantiste dans la 1e circonscription dont, outre Pierre Maresca : Gaël Yanno qui reste le candidat officiel du Rassemblement et investi fin décembre par l'Union pour un mouvement populaire (UMP), Philippe Gomès comme candidat officiel de l'Avenir ensemble, Didier Leroux investi par l'Union pour la démocratie française (UDF)-MoDem mais sans le soutien de l'Avenir ensemble, le député sortant Jacques Lafleur et le chef du Front national local Guy George. 
À l'initiative du sénateur Simon Loueckhote, président du tout nouveau parti créé pour soutenir Jacques Lafleur, le RPC, la possibilité de voir finalement Pierre Maresca s'associer au député sortant comme suppléant s'est fait jour quelques semaines avant le scrutin, mais est finalement rejetée par Jacques Lafleur,. 
Cet éclatement du camp anti-indépendantiste a alors permis l'accession d'un candidat indépendantiste (à savoir Charles Washetine du FLNKS) au second tour pour la première fois depuis la création de cette circonscription. Pierre Maresca n'est alors arrivé qu'en 8e et avant-dernière position lors du scrutin du 1er tour le 10 juin 2007 avec 2,87 % des suffrages exprimés, étant devancé par tous les candidats anti-indépendantistes mais aussi dans le camp indépendantiste, outre Charles Washetine, par le syndicaliste d'extrême-gauche, soutenu par José Bové, Louis Kotra Uregei.

#### La traversée du désert et le retour momentané
À la suite des législatives, Pierre Maresca connaît une période de traversée du désert : il perd la présidence du groupe Rassemblement-UMP au Congrès en juillet 2007, et n'est pas présent sur la liste de la majorité sortante du conseil de Nouméa pour les municipales de mars 2008. Il reste néanmoins toujours adhérent du parti. 
Il connaît finalement un retour sur le devant de la scène lors du renouvellement des instances dirigeantes du Congrès en juillet-août 2008. Ainsi, profitant des divisions au sein de l'Avenir ensemble, le Rassemblement-UMP prend le contrôle de nombreuses commissions internes et notamment de la commission permanente (habilitée à siéger en dehors des sessions ordinaires de l'assemblée locale) dont la présidence revient à Pierre Maresca le 6 août 2008.
Aux élections provinciales du 10 mai 2009, il est présent en 17e position sur la liste du Sud menée par Pierre Frogier. Si celle-ci redevient la première force politique de la province, elle ne retrouve pas son poids passé, avec 28,54 % des suffrages exprimés et seulement 15 sièges à l'Assemblée de la Province Sud (dont 12 au Congrès). Donc, pour la première fois depuis 1985, Pierre Maresca n'est pas élu. Il devient toutefois conseiller spécial du nouveau président de l'Assemblée de la Province Sud, qui n'est autre que Pierre Frogier. Il retrouve son siège à l'Assemblée provinciale le 9 novembre 2011, bénéficiant de l'entrée de Sonia Backès au gouvernement et de la démission de Hilarion Vendégou (élu sénateur le mois précédent).